# 天宇鸟属
天宇鸟属（学名：Tianyuornis）是今鸟型类的一个属，生存于早白垩世（巴列姆期至阿普第期），化石在中国内蒙古自治区义县组的湖泊沉积物中发现。像其它近亲一样，天宇鸟大小接近现代的菲比霸鹟。
从义县组发现了一件接近完整、关节连接的亚成体化石，该个体身体小、后肢长，特征类似其它红山鸟科成员。然而天宇鸟也有几项自衍征，如齿骨直、上颌骨及下颌骨有齿等。牙齿的存在揭示了红山鸟科新的重要形态学信息，也证实了红山鸟科成员拥有牙齿。